# Onychopontia nichollsi
Onychopontia nichollsi is een eenoogkreeftjessoort uit de familie van de Arenopontiidae. De wetenschappelijke naam van de soort is voor het eerst geldig gepubliceerd in 2008 door Sak, Huys & Karaytug.